# Оно, Эрэна
Эрэна Оно (яп. 小野恵令奈 Оно Эрэна, род. 26 ноября 1993 года в Токио) — японская актриса и идол-певица, бывшая участница японской поп-группы AKB48, где входила в состав команды K (по линии агентства талантов Ohtapro) в период с 2006 года до своего «выпуска» из группы в 2010 году. Также является солисткой сайд-групп «Honegumi from AKB48» и «ICE from AKB48». В группе имела псевдоним «Эрэпён» (яп. えれぴょん Erepyon), который впоследствии дал название её дебютному сольному синглу, выпущенному в 2012 году.

## Музыкальная карьера

### Дебют на большой сцене
В 2006 году группа AKB48 в сотрудничестве с лейблом звукозаписи DefSTAR Records выпустила песню "Aitakatta". В записи песни принимали участие 20 из 36 участниц Команд A и K, среди которых была и Эрэна Оно.
Первое публичное выступление в составе группы (Команда K) состоялось на 58 ежегодном фестивале "Kohaku Utagassen".

### 54 ежегодная церемонияJapan Record Awards
Эрэна Оно победила в номинации "Дебют" ("New Artist") и была номинирована на приз "Лучшему дебютанту" ("Best New Artist"), но уступила Лео Иэйри.

### Сценические выступления
- "Classmate" (яп. 「クラスメイト」 Курасумэйто, Одноклассники) (Team K 1st Stage)
- "Ame no Doubutsuen" (яп. 「雨の動物園」 Амэ но До:буцуэн) (Team K 2nd Stage)
- "Honehone Waltz" (яп. 「ほねほねワルツ」 Хонэхонэ Варуцу, Вальс Хонэхонэ) (Team K 3rd Stage)
- "Idol nante Yobanaide" (яп. 「アイドルなんて呼ばないで」 Айдору нантэ Ёбанайдэ) (Himawari-gumi 1st Stage)
- "Tonari no Banana" (яп. 「となりのバナナ」 Тонари но Банана, Мой сосед Банан) (Himawari-gumi 2nd Stage)

### Сольная дискография
- [2012.06.13] Erepyon[англ.] (えれぴょん)
- [2012.10.03] Erenyan (えれにゃん)
- [2012.12.26] Say!! Ippai (Say!!いっぱい)
- [2013.03.06] Kimi ga Anohi Waratteita Imi wo (君があの日笑っていた意味を)

## Фильмография

### Кинофильмы
- Суицидальная песня (яп. 「伝染歌」 Дэнсэн Ута) (2007) — Саэ Миядзаки, ученица школы Сэйун
- Higurashi no Naku Koro ni (яп. 「ひぐらしのなく頃に」) (2008) — Сатоко Ходзё (яп. 北条沙都子 Хо:дзё: Сатоко)[1]
  - Higurashi no Naku Koro ni Chikai (яп. 「ひぐらしのなく頃に誓」) (2009) — Сатоко Ходзё (яп. 北条沙都子 Хо:дзё: Сатоко)[2]
- Треугольник (яп. さんかく Санкаку, Треугольник) (2010) — Момо

### Дорамы
- Majisuka Gakuen (яп. マジスカ学園 Мадзисука Гакуэн, Школа «Мадзисука») — Эрэна, ученица школы Мадзисука (8 — 12 серии)
- Tank To Fighter (яп. タンクトップファイター) (2013) — Нисики Кай

### OVA
- ICE[англ.] (2007) — Юки (озвучка)